# Llista de monuments de l'Escala
Llista de monuments de l'Escala inclosos en l'Inventari del Patrimoni Arquitectònic Català per al municipi de l'Escala (Alt Empordà). Inclou els inscrits en el Registre de Béns Culturals d'Interès Nacional (BCIN) amb la classificació de monuments històrics i els béns culturals d'interès local (BCIL) de caràcter arquitectònic.
| Monument | Protecció       | Estil/època                                          | Localització                                                     | Coordenades                                          | Codi?         | Imatge |
| --- | --------------- | ---------------------------------------------------- | ---------------------------------------------------------------- | ---------------------------------------------------- | ------------- | --- |
| Alfolí, el Pòsit Vell                                                                                       | BCIN 116-MH-EN  | Obra popular XVII                                    | L'Escala C. Alfolí, 6                                            | 42° 07′ 33″ N, 3° 08′ 02″ E / 42.125911°N,3.133867°E | RI-51-0005085 | Alfolí (l'Escala) · Vegeu més fotos d'aquest monument · Carregueu una nova foto d'aquest monument                                                  |
| Cementiri Vell de l'Escala, cementiri marí, cementiri mariner                                               | BCIN 242-MH-EN  | Obra popular XIX Inici                               | L'Escala C. Garbí, 15                                            | 42° 07′ 19″ N, 3° 08′ 11″ E / 42.121952°N,3.136325°E | RI-51-0005084 | Cementiri Vell de l'Escala · Vegeu més fotos d'aquest monument · Carregueu una nova foto d'aquest monument                                         |
| Torre d'en Montgó                                                                                           | BCIN 818-MH     | Obra popular XVI                                     | L'Escala Al cim de la muntanya de Montgó                         | 42° 06′ 39″ N, 3° 10′ 27″ E / 42.110794°N,3.17413°E  | RI-51-0005887 | Torre d'en Montgó (l'Escala) · Vegeu més fotos d'aquest monument · Carregueu una nova foto d'aquest monument                                       |
| Torre del Pedró                                                                                             | BCIN 820-MH     | Obra popular XVI, XVIII                              | L'Escala Al cim del puig del Pedró                               | 42° 07′ 36″ N, 3° 07′ 41″ E / 42.126786°N,3.127929°E | RI-51-0005889 | Torre del Pedró (l'Escala) · Vegeu més fotos d'aquest monument · Carregueu una nova foto d'aquest monument                                         |
| Torres de defensa de les Corts, Mas Feliu o Can Baix, Mas Torreportes o Can Noguera o Mas Picaportes        | BCIN 821-MH     | Obra popular XVII-XVIII                              | L'Escala Veïnat de les Corts                                     | 42° 07′ 29″ N, 3° 06′ 50″ E / 42.124832°N,3.113914°E | RI-51-0005890 | Torres de defensa de les Corts (l'Escala) · Vegeu més fotos d'aquest monument · Carregueu una nova foto d'aquest monument                          |
| Castell de Cinc Claus, Torre i portal de Cinc Claus                                                         | BCIN 912-MH     | Obra popular XIV                                     | L'Escala Veïnat de Cinc Claus                                    | 42° 08′ 14″ N, 3° 06′ 03″ E / 42.137244°N,3.100884°E | RI-51-0005891 | Castell de Cinc Claus (l'Escala) · Vegeu més fotos d'aquest monument · Carregueu una nova foto d'aquest monument                                   |
| Sant Martí d'Empúries                                                                                       | BCIN 1944-CH-EN | Obra popular, gòtic Medieval                         | L'Escala Sant Martí d'Empúries, nucli urbà                       | 42° 08′ 21″ N, 3° 07′ 07″ E / 42.139258°N,3.118620°E | RI-53-0000490 | Sant Martí d'Empúries (l'Escala) · Vegeu més fotos d'aquest monument · Carregueu una nova foto d'aquest monument                                   |
| Convent de Santa Maria de Gràcia, Museu d'Empúries, Museu Monogràfic d'Empúries                             | BCIN 4165-MH    | Historicisme, obra popular XVII, XX Inici            | L'Escala C. Puig i Cadafalch, turó de la Neapolis d'Empúries     | 42° 08′ 06″ N, 3° 07′ 11″ E / 42.135117°N,3.119813°E | RI-51-0001351 | Convent de Santa Maria de Gràcia (l'Escala) · Vegeu més fotos d'aquest monument · Carregueu una nova foto d'aquest monument                        |
| Castell i muralla de Sant Martí d'Empúries, Castell Carolingi                                               | BCIN 4611-MH    | Obra popular X, XIII, XV                             | L'Escala Nucli Sant Martí d'Empúries                             | 42° 08′ 24″ N, 3° 07′ 02″ E / 42.139888°N,3.117136°E | IPA-916       | Castell i muralla de Sant Martí d'Empúries (l'Escala) · Vegeu més fotos d'aquest monument · Carregueu una nova foto d'aquest monument              |
| Can Maranges                                                                                                | BCIL 2007       | Obra popular XVIII, XIX                              | L'Escala C. Maranges, 1                                          | 42° 07′ 33″ N, 3° 07′ 59″ E / 42.125827°N,3.133156°E | IPA-19507     | Can Maranges (l'Escala) · Vegeu més fotos d'aquest monument · Carregueu una nova foto d'aquest monument                                            |
| Casa Albert                                                                                                 | BCIL 2007       | Neoclassicisme, obra popular XVIII Mitjan, XIX Final | L'Escala C. Enric Serra, 37                                      | 42° 07′ 27″ N, 3° 07′ 57″ E / 42.124063°N,3.132517°E | IPA-19508     | Casa Albert (l'Escala) · Vegeu més fotos d'aquest monument · Carregueu una nova foto d'aquest monument                                             |
| Església parroquial de Sant Pere, Església de Sant Pere i Santa Màxima                                      | BCIL 2007       | Gòtic tardà, barroc XVIII                            | L'Escala Pl. de l'Església                                       | 42° 07′ 29″ N, 3° 07′ 59″ E / 42.124760°N,3.133135°E | IPA-19509     | Església parroquial de Sant Pere (l'Escala) · Vegeu més fotos d'aquest monument · Carregueu una nova foto d'aquest monument                        |
| Clos del Pastor, Casa de Caterina Albert (Víctor Català)                                                    | BCIL 2007       | Modernisme, Obra popular XX Inici, XX Final          | L'Escala Pg. Lluís Albert, 11                                    | 42° 07′ 27″ N, 3° 08′ 11″ E / 42.124176°N,3.136294°E | IPA-19511     | Clos del Pastor (l'Escala) · Vegeu més fotos d'aquest monument · Carregueu una nova foto d'aquest monument                                         |
| Església de Santa Reparada, església de Cinc Claus                                                          | BCIL 2007       | Preromànic, obra popular X, XVI, XVIII               | L'Escala Al centre del nucli del veïnat de Cinc Claus            | 42° 08′ 15″ N, 3° 06′ 02″ E / 42.137513°N,3.100614°E | IPA-19513     | Església de Santa Reparada (l'Escala) · Vegeu més fotos d'aquest monument · Carregueu una nova foto d'aquest monument                              |
| El Molí d'en Dou, Molí de l'Escala, Molí de Sant Vicenç, Restaurant el Molí de l'Escala                     | BCIL 2007       | Obra popular XVI, XVII                               | L'Escala Camp dels Pilans - camí de les Corts                    | 42° 07′ 28″ N, 3° 07′ 04″ E / 42.124552°N,3.117824°E | IPA-19516     | El Molí d'en Dou (l'Escala) · Vegeu més fotos d'aquest monument · Carregueu una nova foto d'aquest monument                                        |
| Can Jepot, Can Japot, discoteca Bacus, club UP6, Can Calons                                                 | BCIL 2007       | Gòtic tardà, obra popular XVI                        | L'Escala Veïnat dels Recs, ctra. de Torroella de Montgrí         | 42° 06′ 32″ N, 3° 07′ 35″ E / 42.108882°N,3.126477°E | IPA-19526     | Can Jepot (l'Escala) · Vegeu més fotos d'aquest monument · Carregueu una nova foto d'aquest monument                                               |
| Can Reding, Mas Vicenç del Recs, Mas de Pastors, Can Redrinc                                                | BCIL 2007       | Obra popular XVI-XVII                                | L'Escala C. dels Recs                                            | 42° 06′ 31″ N, 3° 07′ 38″ E / 42.108503°N,3.127232°E | IPA-19527     | Can Reding (l'Escala) · Vegeu més fotos d'aquest monument · Carregueu una nova foto d'aquest monument                                              |
| Església parroquial de Sant Martí d'Empúries                                                                | BCIL 2007       | Gòtic tardà XVI, XVIII                               | L'Escala Pl. Major, nucli Sant Martí d'Empúries                  | 42° 08′ 24″ N, 3° 07′ 06″ E / 42.139972°N,3.118401°E | IPA-19529     | Església parroquial de Sant Martí d'Empúries (l'Escala) · Vegeu més fotos d'aquest monument · Carregueu una nova foto d'aquest monument            |
| Casa del Servei Forestal                                                                                    |                 | Modernisme XX Inici                                  | L'Escala C. Miranda, 4 - pl. Major, nucli Sant Martí d'Empúries  | 42° 08′ 24″ N, 3° 07′ 07″ E / 42.139896°N,3.118582°E | IPA-19533     | Casa del Servei Forestal (l'Escala) · Vegeu més fotos d'aquest monument · Carregueu una nova foto d'aquest monument                                |
| Mas Vilanera                                                                                                | BCIL 2007       | Obra popular XVI, XVIII                              | L'Escala Camí de Vilanera als Recs, veïnat de Vilanera           | 42° 07′ 07″ N, 3° 06′ 47″ E / 42.118632°N,3.113117°E | IPA-19535     | Mas Vilanera (l'Escala) · Vegeu més fotos d'aquest monument · Carregueu una nova foto d'aquest monument                                            |
| Can Delàs                                                                                                   |                 | Obra popular XX Inici                                | L'Escala Pl. Petita, 5, Sant Martí d'Empúries                    | 42° 08′ 22″ N, 3° 07′ 02″ E / 42.139420°N,3.117202°E | IPA-37889     | Can Delàs (l'Escala) · Vegeu més fotos d'aquest monument · Carregueu una nova foto d'aquest monument                                               |
| Can Callol                                                                                                  |                 | Obra popular, modernisme XX Inici                    | L'Escala C. del Port, 10                                         | 42° 07′ 33″ N, 3° 08′ 02″ E / 42.125880°N,3.134003°E | IPA-37893     | Can Callol (l'Escala) · Vegeu més fotos d'aquest monument · Carregueu una nova foto d'aquest monument                                              |
| Casa de la Punxa, Casa de la Torre                                                                          |                 | Historicisme, obra popular XX Inici                  | L'Escala C. del Port, 2                                          | 42° 07′ 34″ N, 3° 08′ 02″ E / 42.126191°N,3.134003°E | IPA-37894     | Casa de la Punxa (l'Escala) · Vegeu més fotos d'aquest monument · Carregueu una nova foto d'aquest monument                                        |
| Nau del carrer Bonaire, 7, Salí                                                                             |                 | Obra popular XIX, XX                                 | L'Escala C. Bonaire, 7                                           | 42° 07′ 33″ N, 3° 08′ 09″ E / 42.125829°N,3.135714°E | IPA-37907     | Nau del carrer Bonaire 7 (l'Escala) · Vegeu més fotos d'aquest monument · Carregueu una nova foto d'aquest monument                                |
| Can Solà |                 | Obra popular XIX Final                               | L'Escala C. Enric Serra - pl. de l'Ajuntament                    | 42° 07′ 30″ N, 3° 07′ 57″ E / 42.124941°N,3.132561°E | IPA-37909     | Can Solà (l'Escala) · Vegeu més fotos d'aquest monument · Carregueu una nova foto d'aquest monument                                                |
| Can Ramis, casa del pintor Rafael Ramis                                                                     |                 | Obra popular XX                                      | L'Escala C. Perxel, 36 - pujada del Pedró                        | 42° 07′ 29″ N, 3° 07′ 52″ E / 42.124776°N,3.131230°E | IPA-37910     | Can Ramis (l'Escala) · Vegeu més fotos d'aquest monument · Carregueu una nova foto d'aquest monument                                               |
| La Fonda, Can Sureda                                                                                        |                 | Obra popular XX Inici                                | L'Escala Pl. Víctor Català, 1 - c. Pintor Joan Massanet          | 42° 07′ 32″ N, 3° 07′ 57″ E / 42.125504°N,3.132490°E | IPA-37911     | La Fonda (l'Escala) · Vegeu més fotos d'aquest monument · Carregueu una nova foto d'aquest monument                                                |
| Plaça Víctor Català, 2                                                                                      |                 | Obra popular XX Mitjan                               | L'Escala Pl. Víctor Català, 2 - c. de la Riera                   | 42° 07′ 32″ N, 3° 07′ 57″ E / 42.125499°N,3.132532°E | IPA-37912     | Plaça Víctor Català, 2 (l'Escala) · Vegeu més fotos d'aquest monument · Carregueu una nova foto d'aquest monument                                  |
| Passatge del Port d'en Perris, 3                                                                            |                 | Obra popular XVIII, XX                               | L'Escala Ptge. Port d'en Perris, 3                               | 42° 07′ 35″ N, 3° 08′ 06″ E / 42.126257°N,3.134989°E | IPA-37913     | Passatge del Port d'en Perris, 3 (l'Escala) · Vegeu més fotos d'aquest monument · Carregueu una nova foto d'aquest monument                        |
| Casa Gayral                                                                                                 |                 | Darreres tendències XX Mitjan                        | L'Escala C. Domicià, 12                                          | 42° 07′ 44″ N, 3° 07′ 08″ E / 42.128979°N,3.118949°E | IPA-37915     | Casa Gayral (l'Escala) · Vegeu més fotos d'aquest monument · Carregueu una nova foto d'aquest monument                                             |
| Casa Pitchot, Casa Ibèrica                                                                                  |                 | Darreres tendències XX Final                         | L'Escala C. Domicià, 14                                          | 42° 07′ 45″ N, 3° 07′ 08″ E / 42.129281°N,3.118846°E | IPA-37916     | Casa Pitchot (l'Escala) · Vegeu més fotos d'aquest monument · Carregueu una nova foto d'aquest monument                                            |
| Biblioteca, Oficina Caixa d'Estalvis Provincial, Sala de Lectura i Habitatges                               |                 | Darreres tendències XX Final                         | L'Escala Pl. Víctor Català, 9                                    | 42° 07′ 33″ N, 3° 07′ 57″ E / 42.125871°N,3.132384°E | IPA-37917     | Biblioteca (l'Escala) · Vegeu més fotos d'aquest monument · Carregueu una nova foto d'aquest monument                                              |
| Escorxador Nou, Museu de l'Anxova i la Sal, Escorxador Municipal                                            | BCIL 2007       | Modernisme XX Inici                                  | L'Escala Av. Lluís Companys, 1                                   | 42° 07′ 32″ N, 3° 07′ 34″ E / 42.125684°N,3.126232°E | IPA-37919     | Escorxador Nou (l'Escala) · Vegeu més fotos d'aquest monument · Carregueu una nova foto d'aquest monument                                          |
| Casa al carrer Calvari, 5                                                                                   |                 | Obra popular XVIII                                   | L'Escala                                                         | 42° 07′ 33″ N, 3° 07′ 54″ E / 42.125719°N,3.131592°E | IPA-37923     | Casa al carrer Calvari, 5 (l'Escala) · Vegeu més fotos d'aquest monument · Carregueu una nova foto d'aquest monument                               |
| Salí de Can Callol i Serrats                                                                                |                 | Obra popular XIX                                     | L'Escala C. de la Casa Gran - pg. Lluís Albert                   | 42° 07′ 34″ N, 3° 08′ 08″ E / 42.126011°N,3.135657°E | IPA-38052     | Salí de Can Callol i Serrats (l'Escala) · Vegeu més fotos d'aquest monument · Carregueu una nova foto d'aquest monument                            |
| Casa del Pedró                                                                                              |                 | Obra popular XX Mitjan                               | L'Escala Pl. del Mirador del Pedró, 10                           | 42° 07′ 33″ N, 3° 07′ 42″ E / 42.125925°N,3.128241°E | IPA-38082     | Casa del Pedró (l'Escala) · Vegeu més fotos d'aquest monument · Carregueu una nova foto d'aquest monument                                          |
| Can Bordas, casa de pescadors                                                                               |                 | Obra popular XVIII                                   | L'Escala C. del Sol, 10                                          | 42° 07′ 29″ N, 3° 08′ 01″ E / 42.124807°N,3.133737°E | IPA-38084     | Can Bordas (l'Escala) · Vegeu més fotos d'aquest monument · Carregueu una nova foto d'aquest monument                                              |
| Can Cinto Xuà                                                                                               |                 | Obra popular XVIII                                   | L'Escala C. de la Torre, 35                                      | 42° 07′ 33″ N, 3° 08′ 04″ E / 42.125927°N,3.134556°E | IPA-38086     | Can Cinto Xuà (l'Escala) · Vegeu més fotos d'aquest monument · Carregueu una nova foto d'aquest monument                                           |
| Casa al carrer de la Torre, 54                                                                              |                 | Obra popular XX                                      | L'Escala C. de la Torre, 54                                      | 42° 07′ 30″ N, 3° 08′ 05″ E / 42.124914°N,3.134675°E | IPA-38088     | Casa al carrer de la Torre, 54 (l'Escala) · Vegeu més fotos d'aquest monument · Carregueu una nova foto d'aquest monument                          |
| Cases al carrer del Cargol, 4-6                                                                             |                 | Obra popular XVIII Final, XX Mitjan                  | L'Escala C. Cargol, 4-6                                          | 42° 07′ 36″ N, 3° 07′ 56″ E / 42.126662°N,3.132319°E | IPA-38089     | Cases al carrer del Cargol, 4-6 (l'Escala) · Vegeu més fotos d'aquest monument · Carregueu una nova foto d'aquest monument                         |
| Pont de Cinc Claus                                                                                          |                 | Obra popular Medieval                                | L'Escala Crta de la GI-623 a Cinc Claus                          | 42° 08′ 11″ N, 3° 06′ 02″ E / 42.136270°N,3.100660°E | IPA-38090     | Pont de Cinc Claus (l'Escala) · Vegeu més fotos d'aquest monument · Carregueu una nova foto d'aquest monument                                      |
| Casa al carrer Cargol, 10                                                                                   |                 | Obra popular XX                                      | L'Escala                                                         | 42° 07′ 35″ N, 3° 07′ 56″ E / 42.126447°N,3.132325°E | IPA-38091     | Casa al carrer Cargol, 10 (l'Escala) · Vegeu més fotos d'aquest monument · Carregueu una nova foto d'aquest monument                               |
| Casa al carrer Empúries, 36                                                                                 |                 | Obra popular XX                                      | L'Escala C. Empúries, 36                                         | 42° 07′ 34″ N, 3° 07′ 51″ E / 42.126102°N,3.130860°E | IPA-38092     | Casa al carrer Empúries, 36 (l'Escala) · Vegeu més fotos d'aquest monument · Carregueu una nova foto d'aquest monument                             |
| Casa de l'Avi Xaxu                                                                                          |                 | Obra popular XVIII                                   | L'Escala Ptge. de l'Església, 1                                  | 42° 07′ 28″ N, 3° 08′ 00″ E / 42.124384°N,3.133458°E | IPA-38093     | Casa de l'Avi Xaxu (l'Escala) · Vegeu més fotos d'aquest monument · Carregueu una nova foto d'aquest monument                                      |
| Casa del Gavià, Xalet Folch i Torres, Escorxador Vell, Escola de Música, Escola Municipal d'arts plàstiques |                 | Obra popular XX Mitjan                               | L'Escala C. del Cargol, 1                                        | 42° 07′ 36″ N, 3° 07′ 57″ E / 42.126569°N,3.132465°E | IPA-38094     | Casa del Gavià (l'Escala) · Vegeu més fotos d'aquest monument · Carregueu una nova foto d'aquest monument                                          |
| Casa Fran Donjo                                                                                             |                 | Obra popular XIX Final                               | L'Escala C. de la Torre, 4                                       | 42° 07′ 37″ N, 3° 08′ 03″ E / 42.126945°N,3.134135°E | IPA-38095     | Casa Fran Donjo (l'Escala) · Vegeu més fotos d'aquest monument · Carregueu una nova foto d'aquest monument                                         |
| Casa Fresneda                                                                                               |                 | Obra popular XX Mitjan                               | L'Escala C. de la Torre, 2                                       | 42° 07′ 37″ N, 3° 08′ 03″ E / 42.127080°N,3.134147°E | IPA-38096     | Casa Fresneda (l'Escala) · Vegeu més fotos d'aquest monument · Carregueu una nova foto d'aquest monument                                           |
| Casa Llobet, Casa Reitg Llobet, bloc d'apartaments Llobet                                                   |                 | Eclecticisme XIX Final, XX Mitjan                    | L'Escala C. del General Poch, 5                                  | 42° 07′ 35″ N, 3° 08′ 04″ E / 42.12647°N,3.13454°E   | IPA-38097     | Casa Llobet (l'Escala) · Vegeu més fotos d'aquest monument · Carregueu una nova foto d'aquest monument                                             |
| Col·legi Públic Empúries                                                                                    |                 | Darreres tendències XX Inici, XX Mitjan, XX Final    | L'Escala Pl. de les Escoles - rda. del Pedró                     | 42° 07′ 23″ N, 3° 07′ 50″ E / 42.123018°N,3.130636°E | IPA-38098     | Col·legi Públic Empúries (l'Escala) · Vegeu més fotos d'aquest monument · Carregueu una nova foto d'aquest monument                                |
| Drassanes                                                                                                   |                 | Obra popular XIX Mitjan                              | L'Escala C. de la Casa Gran - pg. Lluís Albert                   | 42° 07′ 34″ N, 3° 08′ 08″ E / 42.126160°N,3.135609°E | IPA-38099     | Drassanes (l'Escala) · Vegeu més fotos d'aquest monument · Carregueu una nova foto d'aquest monument                                               |
| Font i safareig del Pedró                                                                                   |                 | Obra popular XVIII Final, XIX Final                  | L'Escala Av. Lluís Companys - c. Empordà                         | 42° 07′ 34″ N, 3° 07′ 35″ E / 42.125999°N,3.126396°E | IPA-38100     | Font i safareig del Pedró (l'Escala) · Vegeu més fotos d'aquest monument · Carregueu una nova foto d'aquest monument                               |
| La Torre |                 | Obra popular XVIII, XX Mitjan                        | L'Escala Rda. de la Mar d'en Manassa, 2 - c. del Nord            | 42° 07′ 36″ N, 3° 07′ 56″ E / 42.126637°N,3.132205°E | IPA-38101     | La Torre (l'Escala) · Vegeu més fotos d'aquest monument · Carregueu una nova foto d'aquest monument                                                |
| Norais de les Roques d'en Guillem                                                                           |                 | Obra popular XVII                                    | L'Escala La Platja, al final del c. Pintor Joan Massanet         | 42° 07′ 35″ N, 3° 07′ 58″ E / 42.126438°N,3.132749°E | IPA-38102     | Norais de les Roques d'en Guillem (l'Escala) · Vegeu més fotos d'aquest monument · Carregueu una nova foto d'aquest monument                       |
| Pilons d'amarrar                                                                                            |                 | Obra popular XVIII                                   | L'Escala Pg. de la Riba, la Punta                                | 42° 07′ 40″ N, 3° 08′ 02″ E / 42.127738°N,3.133762°E | IPA-38103     | Pilons d'amarrar (l'Escala) · Vegeu més fotos d'aquest monument · Carregueu una nova foto d'aquest monument                                        |
| Plaça Victor Català, 10                                                                                     |                 | Obra popular XIX Final                               | L'Escala Pl. Víctor Català, 10                                   | 42° 07′ 33″ N, 3° 07′ 57″ E / 42.125826°N,3.132638°E | IPA-38104     | Plaça Victor Català, 10 (l'Escala) · Vegeu més fotos d'aquest monument · Carregueu una nova foto d'aquest monument                                 |
| Casa al carrer Pintor Joan Massanet, 12                                                                     |                 | Obra popular XX Inici                                | L'Escala C. Pintor Joan Massanet, 12                             | 42° 07′ 33″ N, 3° 07′ 58″ E / 42.125839°N,3.132687°E | IPA-38105     | Casa al carrer Pintor Joan Massanet, 12 (l'Escala) · Vegeu més fotos d'aquest monument · Carregueu una nova foto d'aquest monument                 |
| Barraques de pescadors de la Creu                                                                           |                 | Obra popular XIX                                     | L'Escala Platja de la Creu                                       | 42° 07′ 38″ N, 3° 07′ 46″ E / 42.127113°N,3.129550°E | IPA-38113     | Barraques de pescadors de la Creu (l'Escala) · Vegeu més fotos d'aquest monument · Carregueu una nova foto d'aquest monument                       |
| Cal Galan                                                                                                   |                 | Obra popular XVIII, XIX                              | L'Escala Corriol de l'Usach, 3                                   | 42° 07′ 35″ N, 3° 08′ 03″ E / 42.126508°N,3.134237°E | IPA-38114     | Cal Galan (l'Escala) · Vegeu més fotos d'aquest monument · Carregueu una nova foto d'aquest monument                                               |
| Monestir i església de Santa Maria de Vilanera                                                              | BCIL 2007       | Obra popular XIV                                     | L'Escala Puig de Vilanera                                        | 42° 07′ 08″ N, 3° 06′ 46″ E / 42.119020°N,3.112809°E | IPA-38116     | Monestir i església de Santa Maria de Vilanera (l'Escala) · Vegeu més fotos d'aquest monument · Carregueu una nova foto d'aquest monument          |
| Casa del pintor Joan Massanet                                                                               |                 | Obra popular XIX Inici, XX                           | L'Escala C. Pintor Joan Massanet, 2                              | 42° 07′ 35″ N, 3° 07′ 58″ E / 42.126348°N,3.132863°E | IPA-38132     | Casa del pintor Joan Massanet (l'Escala) · Vegeu més fotos d'aquest monument · Carregueu una nova foto d'aquest monument                           |
| Església de Sant Vicenç, ruïnes de Sant Feliu                                                               |                 | Romànic X                                            | L'Escala Veïnat de les Corts, riba dreta del rec del Molí        | 42° 07′ 27″ N, 3° 07′ 01″ E / 42.124217°N,3.116817°E | IPA-38143     | Església de Sant Vicenç (l'Escala) · Vegeu més fotos d'aquest monument · Carregueu una nova foto d'aquest monument                                 |
| Església de Santa Margarida d'Empúries, Santa Margarida I, església de Santa Margarida i Sant Just          |                 | Preromànic X                                         | L'Escala Ctra. a Sant Martí d'Empúries                           | 42° 07′ 50″ N, 3° 06′ 41″ E / 42.130599°N,3.111293°E | IPA-38144     | Església de Santa Margarida d'Empúries (l'Escala) · Vegeu més fotos d'aquest monument · Carregueu una nova foto d'aquest monument                  |
| Casablanca                                                                                                  |                 | Obra popular XVII, XX                                | L'Escala C. Enric Serra, 2                                       | 42° 07′ 34″ N, 3° 07′ 59″ E / 42.126176°N,3.133026°E | IPA-38172     | Casablanca (l'Escala) · Vegeu més fotos d'aquest monument · Carregueu una nova foto d'aquest monument                                              |
| Ca la Sara Puig                                                                                             |                 | Obra popular XIX Mitjan                              | L'Escala Carrer del Port, 27                                     | 42° 07′ 33″ N, 3° 08′ 03″ E / 42.125963°N,3.134296°E | IPA-38175     | Ca la Sara Puig (l'Escala) · Vegeu més fotos d'aquest monument · Carregueu una nova foto d'aquest monument                                         |
| Hostal Empúries, antic Restaurant Villa Teresita                                                            | BCIL 2007       | Darreres tendències, eclecticisme XX Inici           | L'Escala Pl. del Portitxol                                       | 42° 07′ 54″ N, 3° 07′ 18″ E / 42.131539°N,3.121767°E | IPA-38176     | Hostal Empúries (l'Escala) · Vegeu més fotos d'aquest monument · Carregueu una nova foto d'aquest monument                                         |
| La Caravel·la, Can Juhé                                                                                     |                 | Obra popular XX Inici                                | L'Escala C. Santa Màxima, 1                                      | 42° 07′ 34″ N, 3° 08′ 01″ E / 42.126081°N,3.133583°E | IPA-38177     | La Caravel·la (l'Escala) · Vegeu més fotos d'aquest monument · Carregueu una nova foto d'aquest monument                                           |
| Mas Bassedes, Can Leda                                                                                      |                 | Obra popular XVII                                    | L'Escala A l'extrem sud-est del veïnat de Cinc Claus             | 42° 08′ 14″ N, 3° 06′ 03″ E / 42.137355°N,3.100928°E | IPA-38178     | Mas Bassedes (l'Escala) · Vegeu més fotos d'aquest monument · Carregueu una nova foto d'aquest monument                                            |
| Mas Perequintana i l'Albornar, Ca l'Arnay, Can Quintana, Ca l'Arnall                                        |                 | Obra popular XVII, XIX                               | L'Escala Extrem sud-oest del veïnat de Cinc Claus                | 42° 08′ 13″ N, 3° 06′ 01″ E / 42.136959°N,3.100377°E | IPA-38179     | Mas Perequintana i l'Albornar (l'Escala) · Vegeu més fotos d'aquest monument · Carregueu una nova foto d'aquest monument                           |
| Mas Sastre, Can Feliu, Can Sant Feliu, abans Mas Amat, Cal Frare i Can Pocos                                |                 | Obra popular XVII, XX Final                          | L'Escala Al nord del veïnat de Cinc Claus                        | 42° 08′ 16″ N, 3° 06′ 01″ E / 42.137734°N,3.100245°E | IPA-38180     | Mas Sastre (l'Escala) · Vegeu més fotos d'aquest monument · Carregueu una nova foto d'aquest monument                                              |
| Mas Conques, Can Falgàs, Can Candal, Can Duran, Restaurant-bar Víctor Català                                |                 | Obra popular XVII                                    | L'Escala Veïnat de Cinc Claus                                    | 42° 08′ 14″ N, 3° 06′ 02″ E / 42.137274°N,3.100632°E | IPA-38181     | Mas Concas (l'Escala) · Vegeu més fotos d'aquest monument · Carregueu una nova foto d'aquest monument                                              |
| Can Lleal                                                                                                   |                 | Obra popular XVII, XX                                | L'Escala C. Alfolí, 3                                            | 42° 07′ 34″ N, 3° 08′ 02″ E / 42.126103°N,3.133976°E | IPA-38185     | Can Lleal (l'Escala) · Vegeu més fotos d'aquest monument · Carregueu una nova foto d'aquest monument                                               |
| Can Panxo                                                                                                   |                 | Obra popular XVIII, XX                               | L'Escala C. Enric Serra,1 - c. Santa Màxima, 2                   | 42° 07′ 34″ N, 3° 08′ 00″ E / 42.125987°N,3.133213°E | IPA-38186     | Can Panxo (l'Escala) · Vegeu més fotos d'aquest monument · Carregueu una nova foto d'aquest monument                                               |
| Conjunt de cases del carrer de Gràcia                                                                       |                 | Obra popular XVIII                                   | L'Escala C. de Gràcia                                            | 42° 07′ 36″ N, 3° 07′ 51″ E / 42.126544°N,3.130789°E | IPA-38193     | Conjunt de cases del carrer de Gràcia (l'Escala) · Vegeu més fotos d'aquest monument · Carregueu una nova foto d'aquest monument                   |
| Casa al carrer del Port, 17                                                                                 |                 | Obra popular XVIII, XX                               | L'Escala C. del Port 17 - corriol de l'Usach, 1                  | 42° 07′ 35″ N, 3° 08′ 03″ E / 42.126490°N,3.134116°E | IPA-38194     | Casa al carrer del Port, 17 (l'Escala) · Vegeu més fotos d'aquest monument · Carregueu una nova foto d'aquest monument                             |
| Jardí Víctor Català                                                                                         |                 | Obra popular XIX Final                               | L'Escala C. de la Francesa, 7, Sant Martí d'Empúries             | 42° 08′ 25″ N, 3° 07′ 02″ E / 42.140257°N,3.117342°E | IPA-38214     | Jardí Víctor Català (l'Escala) · Vegeu més fotos d'aquest monument · Carregueu una nova foto d'aquest monument                                     |
| Muralla carlina                                                                                             |                 | Obra popular XIX Mitjan                              | L'Escala Rda. del Pedró - c. de Gràcia                           | 42° 07′ 36″ N, 3° 07′ 42″ E / 42.126740°N,3.128321°E | IPA-38215     | Muralla carlina (l'Escala) · Vegeu més fotos d'aquest monument · Carregueu una nova foto d'aquest monument                                         |
| Búnquer del Pedrigolet, búnquer de les Coves                                                                |                 | Obra popular XX Mitjan                               | L'Escala El Pedrigolet - platja d'en Rec                         | 42° 07′ 49″ N, 3° 07′ 28″ E / 42.130163°N,3.124396°E | IPA-38348     | Búnquer del Pedrigolet (l'Escala) · Vegeu més fotos d'aquest monument · Carregueu una nova foto d'aquest monument                                  |
| Hotel Rallye                                                                                                |                 | Darreres tendències XX Final                         | L'Escala Pg. del Mar, 1                                          | 42° 07′ 25″ N, 3° 08′ 11″ E / 42.123660°N,3.136457°E | IPA-38357     | Hotel Rallye (l'Escala) · Vegeu més fotos d'aquest monument · Carregueu una nova foto d'aquest monument                                            |
| Can Masferrer                                                                                               |                 | Obra popular XVII                                    | L'Escala C. Germans Masferrer, 49-51                             | 42° 07′ 26″ N, 3° 08′ 02″ E / 42.123793°N,3.133850°E | IPA-38358     | Can Masferrer (l'Escala) · Vegeu més fotos d'aquest monument · Carregueu una nova foto d'aquest monument                                           |
| Casa al carrer del Port, 24                                                                                 |                 | Obra popular XVIII                                   | L'Escala C. del Port, 24                                         | 42° 07′ 32″ N, 3° 08′ 03″ E / 42.125419°N,3.134120°E | IPA-38359     | Casa al carrer del Port, 24 (l'Escala) · Vegeu més fotos d'aquest monument · Carregueu una nova foto d'aquest monument                             |
| Can Tell, Casa de l'Hortà                                                                                   |                 | Obra popular XVIII                                   | L'Escala C. Ter Vell                                             | 42° 07′ 31″ N, 3° 07′ 09″ E / 42.125174°N,3.119056°E | IPA-38361     | Can Tell (l'Escala) · Vegeu més fotos d'aquest monument · Carregueu una nova foto d'aquest monument                                                |
| Poblat Garbinell                                                                                            |                 | Obra popular XX Final                                | L'Escala Urbanització Muntanya Montgó                            | 42° 06′ 36″ N, 3° 10′ 15″ E / 42.110126°N,3.170894°E | IPA-38362     | Poblat Garbinell (l'Escala) · Vegeu més fotos d'aquest monument · Carregueu una nova foto d'aquest monument                                        |
| Can Joan Lau                                                                                                |                 | Obra popular XX                                      | L'Escala C. Doctor Puig Sureda, 46                               | 42° 07′ 29″ N, 3° 08′ 07″ E / 42.124796°N,3.135141°E | IPA-38397     | Can Joan Lau (l'Escala) · Vegeu més fotos d'aquest monument · Carregueu una nova foto d'aquest monument                                            |
| Antic Ateneu                                                                                                |                 | Obra popular XVIII                                   | L'Escala C. de la Torre, 36                                      | 42° 07′ 32″ N, 3° 08′ 04″ E / 42.125517°N,3.134428°E | IPA-38398     | Antic Ateneu (l'Escala) · Vegeu més fotos d'aquest monument · Carregueu una nova foto d'aquest monument                                            |
| Casa-bungalow Bosch-Sans                                                                                    |                 | Darreres tendències XX Final                         | L'Escala C. Fondo, 8                                             | 42° 06′ 33″ N, 3° 10′ 01″ E / 42.109157°N,3.166902°E | IPA-38399     | Carregueu una nova foto d'aquest monument |
| Forn de calç                                                                                                |                 | Obra popular XVIII-XIX                               | L'Escala Urbanització Santa Margarida, marge dret de la GIP-6307 | 42° 08′ 04″ N, 3° 06′ 38″ E / 42.134401°N,3.110543°E | IPA-39226     | Forn de calç (l'Escala) · Vegeu més fotos d'aquest monument · Carregueu una nova foto d'aquest monument                                            |
| Urbanització del passeig de Ronda i plaça Víctor Català, portada d'aigües i sanejament urbà                 |                 | Noucentisme XX                                       | L'Escala Av. Ave Maria, ronda del Padró, pl. Víctor Català       | 42° 07′ 32″ N, 3° 07′ 57″ E / 42.1256°N,3.1324°E     | IPA-49566     | Urbanització del passeig de Ronda i plaça Víctor Català (l'Escala) · Vegeu més fotos d'aquest monument · Carregueu una nova foto d'aquest monument |
| Casa Cuffel, la Escondida                                                                                   |                 | Darreres tendències XX                               | L'Escala C. Vespasià, 6-8                                        | 42° 07′ 45″ N, 3° 07′ 10″ E / 42.12912°N,3.11956°E   | IPA-53254     | Carregueu una nova foto d'aquest monument |